# Долгая счастливая жизнь (фильм, 1966)
«Долгая счастливая жизнь» — художественный фильм, снятый Геннадием Шпаликовым в 1966 году.
Лента, ставшая единственной режиссёрской работой Шпаликова, получила главный приз «Золотой щит» на Первом Международном кинофестивале авторского кино в Бергамо.

## Сюжет
Действие фильма, как отмечено в сценарии Геннадия Шпаликова, разворачивается в Н. — городке, который «был похож на все молодые города, возникшие в Сибири». После субботней смены молодые люди, работающие на стройке, возвращаются домой. Внезапно автобус притормаживает, высвечивая фарами стоящие на дороге чемодан и сумку. Так в салоне появляется новый пассажир — Виктор (Кирилл Лавров). Оказавшись рядом с Леной (Инна Гулая), он представляется ей то геологом, отставшим от партии, то иностранным разведчиком. По мере развития сюжета выясняется, что по образованию он — инженер, проведший в экспедиции три месяца и направляющийся в родной Куйбышев. Взаимный интерес нарастает, и герои делятся друг с другом впечатлениями об «экстремальных» эпизодах из прошлого: Лена рассказывает, как она училась плавать; Виктор вспоминает о том, как в детстве жил на высокогорной станции.
Виктор смотрел в окно на проплывающую мимо баржу, <…> думая, что всё ещё впереди, и с ним произойдёт, случится то самое главное и важное, что должно случиться в жизни каждого человека, и он был убеждён в этом, хотя терял он каждый раз больше, чем находил.
Автобус въезжает в Н. и останавливается возле местного клуба. В городе гастролирует столичный театральный коллектив, в субботней афише заявлен «Вишнёвый сад». Лена, являющаяся культоргом мероприятия, предлагает Виктору посетить спектакль. Герой не успевает ответить. Оттеснённый от девушки её знакомыми, он проникает в клуб несколько позже — ко второму действию. В антракте он вновь встречает Лену. Их диалог в фойе напоминает, по словам литературоведа Анатолия Кулагина, разговор персонажей из чеховской пьесы. Лена признаётся, что «жить пустой жизнью страшно»; Виктор отвечает, что необходимо искать «что-то светлое, правильное».
Герои постепенно сближаются — Виктор, называющий себя «свободным человеком», изъявляет желание отправиться с новой подругой «в любом направлении»; Лена не скрывает, что готова уехать с ним «куда угодно». Однако утром, когда молодая женщина появляется у него на плавбазе «Отдых» с чемоданами и трёхлетней дочерью, возникает ситуация неопределённости. Виктор, не ожидавший столь резких перемен, явно пасует перед решительностью Лены. Диалог во время их совместного завтрака в уличном буфете выстраивается напряжённо. Наконец герой сообщает, что ему нужно сделать телефонный звонок, уходит и больше не возвращается. По пути из города в аэропорт Виктор наблюдает из автобусного окна, как по реке долго тянется самоходная баржа.

## Отзывы и оценки
Сразу после выхода на экран фильм вызвал недоумение не только у зрителей, но и у специалистов в области кино. По словам главного редактора журнала «Сеанс» Любови Аркус, на премьере в 1966 году картину приняли недружелюбно: «…сюжет был исчерпан, а баржа плыла и плыла, бесконечно долго, у современников нервы не выдерживали». Киновед Георгий Капралов в рецензии на страницах «Правды» поставил в упрёк сценаристу неумение объяснить и глубоко проанализировать «некую жизненную коллизию».
О том, что лента стала событием не только в биографии Шпаликова, но и в истории отечественного кино, начали говорить через десятилетия. Так, Дмитрий Быков («Новая газета») отметил, что, несмотря на цитаты и заимствования (та же баржа навеяна эстетикой фильма Виго «Аталанта»), в картине прослеживается собственная, шпаликовская, манера. О режиссёрском даре Шпаликова, умноженном на кинематографический профессионализм, написали в предисловии к сборнику его сценариев Евгений Габрилович и Павел Финн.
Отдельного анализа удостоилась работа оператора Дмитрия Месхиева. Наталия Адаменко («Киноведческие записки») подробно объяснила, как операторские приёмы — световые контрасты, отражения, дым, диффузионы — способствовали установлению эмоционального контакта со зрителями. По мнению Адаменко, создатели «Долгой счастливой жизни» находились на пороге новых открытий в кинематографе — «ассоциативность поэтического образа и образа изобразительного, как никогда приблизились друг к другу».
О выразительности кадров, которые «сотканы из множества нюансов и полутонов», упоминалось в рецензии журнала «Искусство кино». Историю несостоявшейся любви, напоминающую эскиз с чистыми, прозрачными красками, увидел в ленте и обозреватель издания «Экран-90».
Элла Корсунская, много лет проработавшая редактором на «Мосфильме», рассказывала, что получение премии в Бергамо было воспринято на студии как триумф. По словам киноведа Сергея Кудрявцева, классик европейского кино Микеланджело Антониони, посмотрев картину на фестивале, высоко отозвался о финальной сцене, созвучной его фирменной «некоммуникабельности чувств».
Режиссёрский дебют заслуживал продолжения, но когда Геннадий Шпаликов направил в худсовет заявку на постановку фильма «Скучная история», который планировал снять в той же тонкой, щемящей стилистике, что и «Долгая счастливая жизнь», то получил отказ.
Картина Шпаликова стала финальной точкой в развитии кинематографа оттепели, констатировал киновед Валерий Фомин. Это подтвердил и Андрей Кончаловский, который обнаружил в «Долгой счастливой жизни» и предчувствие эпохи застоя, и прощание с романтическими идеалами юности.

## Роли исполняли
| Актёр               | Роль                                      |
| ------------------- | ----------------------------------------- |
| Инна Гулая          | Лена                                      |
| Кирилл Лавров       | Виктор                                    |
| Елизавета Акуличева | буфетчица                                 |
| Олег Белов          | приятель Лены                             |
| Лариса Буркова      | невеста пожарного                         |
| Лилия Гурова        | горничная в доме отдыха                   |
| Наталия Журавель    | кондуктор автобуса                        |
| Павел Луспекаев     | Павел собеседник Виктора в буфете театра  |
| Марина Полбенцева   | Марина возлюбленная Павла                 |
| Виктор Перевалов    | театрал-безбилетник                       |
| Елена Чёрная        | девушка с гармонью                        |
| Георгий Штиль       | пожарный                                  |
| Оля Тарасенкова     | Лиза дочь Лены                            |
| Алексей Грибов      | Фирс эпизод из «Вишнёвого сада»           |
| Алла Тарасова       | Раневская эпизод из «Вишнёвого сада»      |
| Леонид Губанов      | Петя Трофимов эпизод из «Вишнёвого сада»  |
| Сергей Блинников    | Симеонов-Пищик эпизод из «Вишнёвого сада» |
| Михаил Зимин        | Лопахин эпизод из «Вишнёвого сада»        |

## Съёмочная группа
- Геннадий Шпаликов — автор сценария, режиссёр
- Дмитрий Месхиев — оператор
- Вячеслав Овчинников — композитор
- Борис Быков — художник
- Ирина Черняховская — звукооператор

## Комментарии
1. ↑  В картину включены фрагменты подлинной  мхатовской постановки с участием Аллы Тарасовой, Алексея Грибова и других артистов[3].